# 4502 Elizabethann
4502 Elizabethann eller 1989 KG är en asteroid i huvudbältet som upptäcktes den 29 maj 1989 av den amerikanske astronomen Henry E. Holt vid Palomarobservatoriet. Den är uppkallad efter upptäckarens dotter Elizabeth Ann Holt.
Asteroiden har en diameter på ungefär 11 kilometer och den tillhör asteroidgruppen Eunomia.